# Minnewaska State Park Preserve

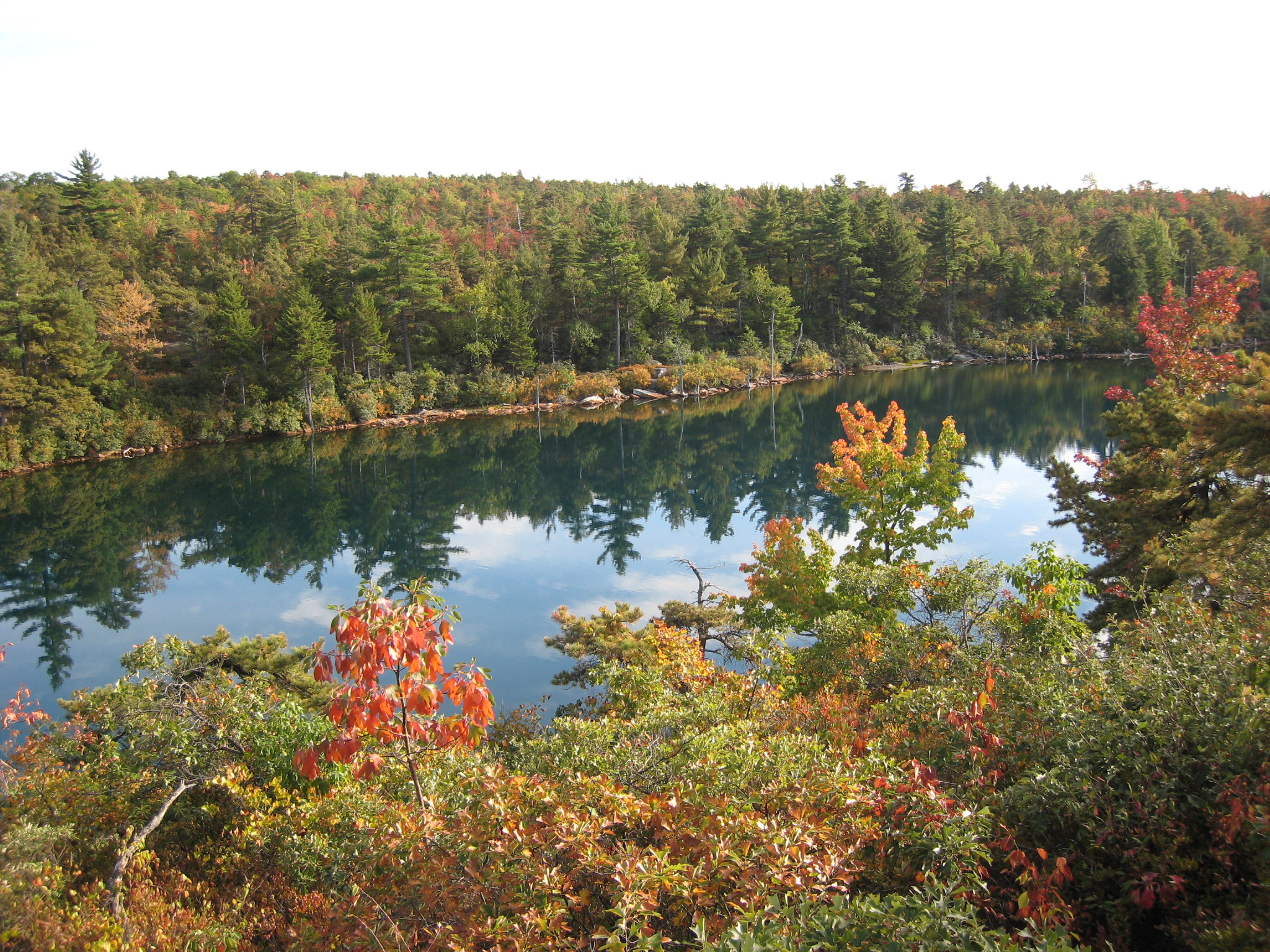
Lake Awosting im Herbst

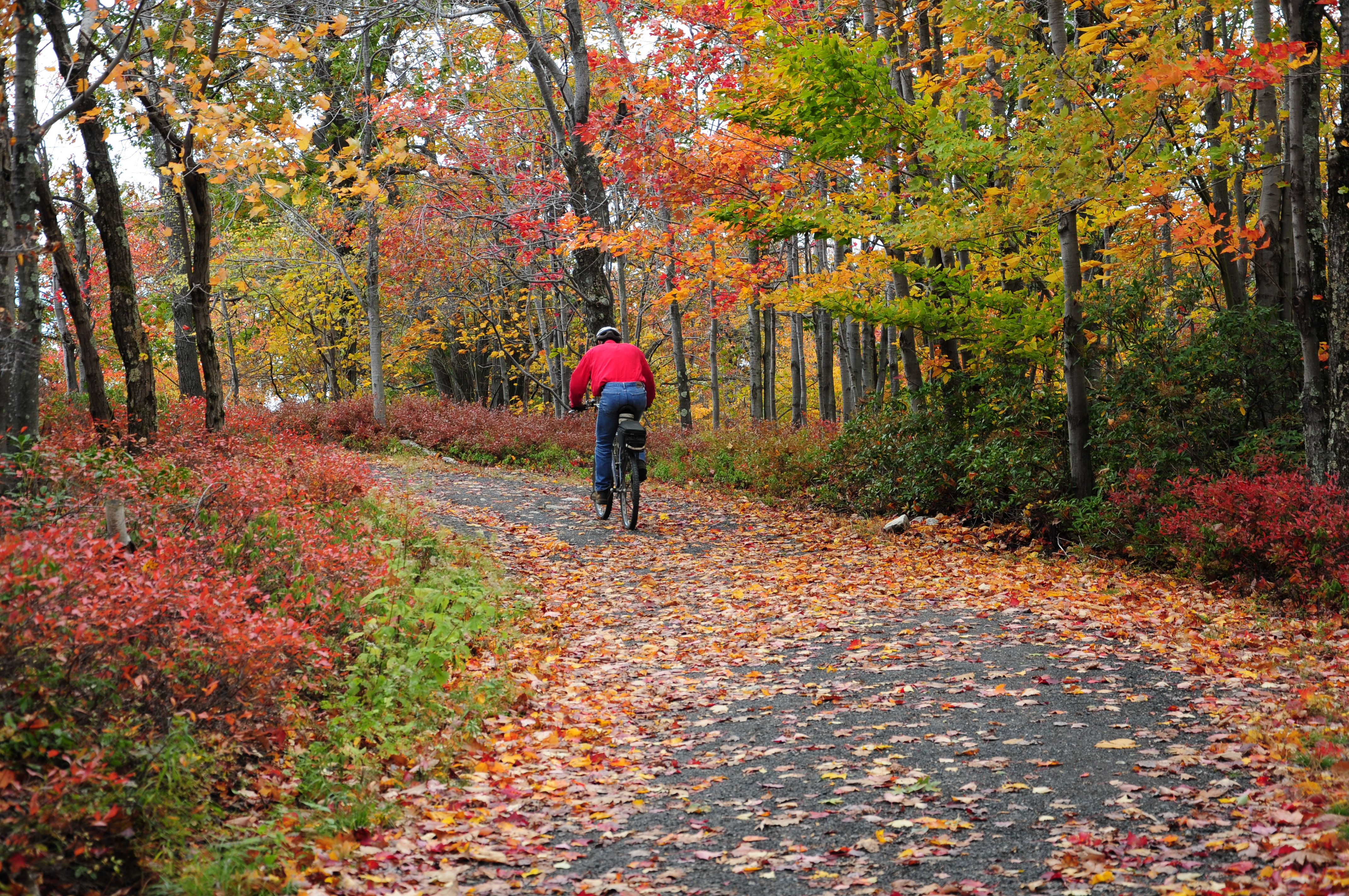
Castle Point Trail in Minnewaska State Park

Minnewaska State Park Preserve ist ein State Park in den Shawangunk Mountains im Ulster County, New York. Der Park bedeckt eine Fläche von 22.275 Acres (90,14 km²) und wird gemeinschaftlich von Palisades Interstate Park Commission und New York State Office of Parks, Recreation and Historic Preservation verwaltet.

## Geographie
Das Naturschutzgebiet liegt im Gebiet der Shawangunk Ridge im Ulster County von New York. Die Shawangunk Ridge zieht sich in diesem Gebiet von Nordosten nach Südwesten über dem Tal des Wallkill Rivers, dort bildet sie eine Geländestufe von bis zu 200 m Höhe. Der Bergrücken steigt bis auf ca. 665 m über dem Meer an (⊙ und Murray Hill, 615 m, ⊙). Die US 44 und die NY 55 begrenzen den Park und 7 km weiter westlich verläuft die New York State Route 299. Der Park bietet Aussichtsplätze mit Blick auf die nahe gelegenen Catskill Mountains.
Im Parkgebiet liegen drei „Sky Lakes“: Lake Minnewaska, Lake Awosting und Mud Pond (⊙). Lake Minnewaska ist ca. 1,6 km lang und 0,4 km breit (⊙) und erstreckt sich quer zur Shawangunk Ridge von Norden nach Süden. Er ist berühmt für die spektakulären Klippen, die oft als Filmkulisse für Teenagerfilme dienen. Lake Awosting ist etwa doppelt so groß (⊙) und folgt im Verlauf der Ridge von Nordosten nach Südwesten.

## Geschichte

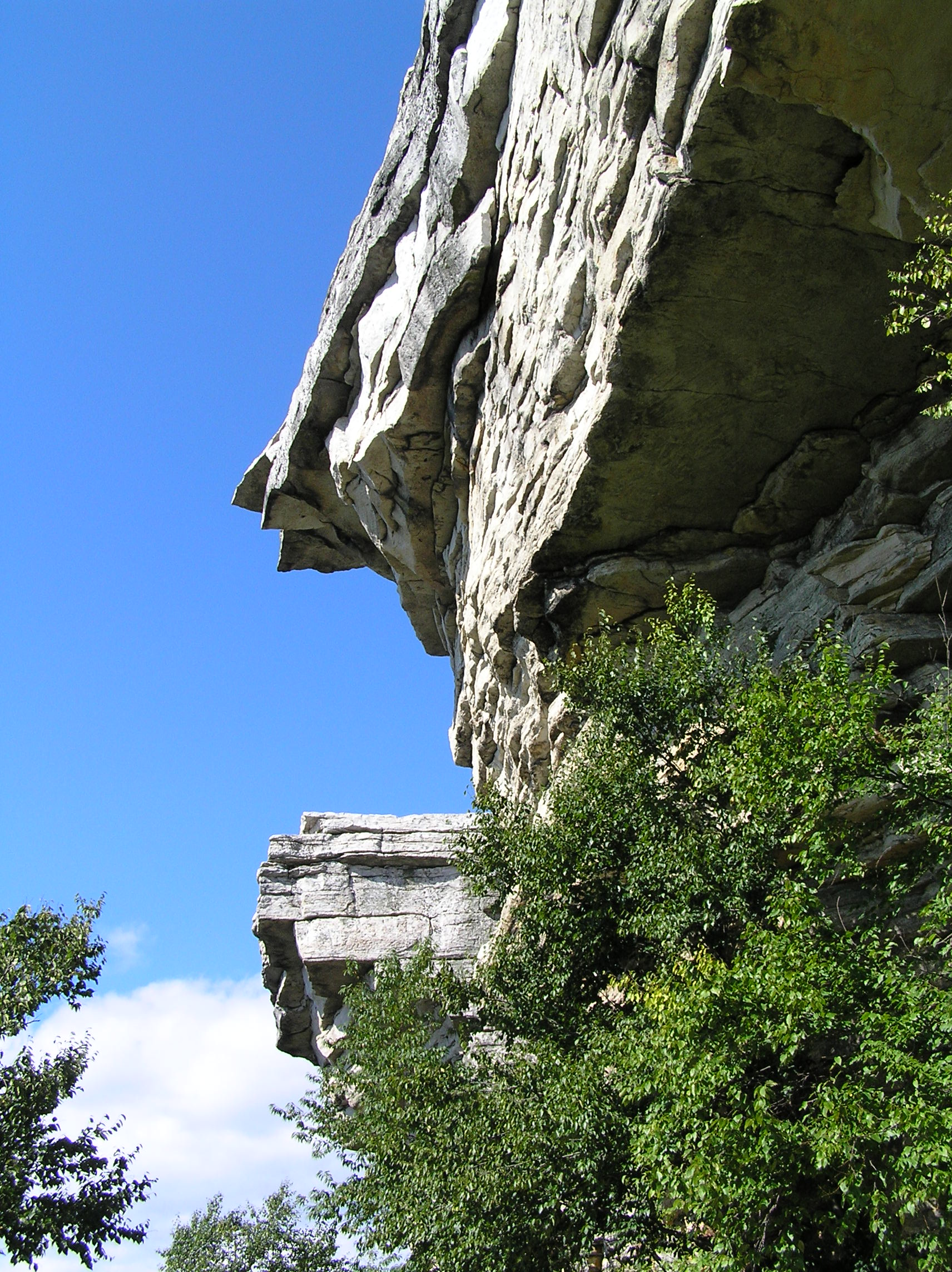
Battlement Terrace in Minnewaska State Park.

Ursprünglich war das Gebiet Teil des Mohonk-Mountain-House-Anwesens der Zwillingsbrüder Albert Keith Smiley und Alfred Homans Smiley. Das Minnewaska Mountain House (Cliff House) wurde 1879 auf den Klippen über dem Lake Minnewaska erbaut und bot Raum für bis zu 225 Gäste. Nachdem Alfred Homans Smiley Mohonk zehn Jahre lang verwaltet und ausgebaut hatte, erwarb er Minnewaska separat von Mohonk und fing dort an zu bauen. Die Brüder blieben jedoch in freundschaftlichem Kontakt und ließen den Gästen des jeweils anderen Höflichkeiten zukommen. Ein zweites Hotel, Wildmere, konnte 350 Gäste aufnehmen. 1955 erwarb Kenneth B. Phillips, Sr., der Geschäftsführer von Minnewaska das Anwesen von der Familie Smiley. Cliff House wurde 1972 geschlossen aufgrund der Unterhaltungskosten und brannte 1978 ab. Wildmere schloss 1979 und brannte 1986 ab.
Nach Jahren von Auseinandersetzungen über kommerziellen Ausbau und Prozessen gegen einen Ausbau erwarb der New York State das Anwesen 1987 und eröffnete 1993 das Minnewaska State Park Preserve. Eine bedeutende Vergrößerung mit einer Fläche von 22 km² (5400 acre) konnte 1996 gemacht werden, als das Open Space Institute Gebiete der alten Ellenville Watershed Lands (heute: Sam’s Point Preserve) an den State Park übertrug. Das Reservat wurde daraufhin von The Nature Conservancy und dem Open Space Institute gemeinschaftlich verwaltet, bis April 2015, als die Verwaltung auf das New York State Office of Parks, Recreation and Historic Preservation und die Palisades Interstate Park Commission übertragen wurde.
Innerhalb des Minnewaska State Park Preserve und angrenzend an Mohonk Preserve liegt der Trapps Mountain Hamlet Historic District, der 2000 in das National Register of Historic Places aufgenommen wurde.

### Erweiterungen seit 2000
Im März 2006 wurden dem Schutzgebiet nochmals 10 km² (2500 acre) hinzugefügt durch eine vereinte Aktion verschiedener Naturschutzorganisationen, unter anderem von New York - New Jersey Trail Conference, Open Space Institute und Nature Conservancy. Der Erfolg war zum Teil dadurch möglich, weil die Immobilienfirma, die das Anwesen bebauen wollte Pleite machte. Der Trust for Public Land erwarb das Anwesen für $17 Mio. und übergab das Land direkt dem New York State.

## Ökologie
Der Park beherbergt einzigartige Lebensräume wie Ice Cave Talus (Eishöhlen-Geröllhalden), Pitch Pine-Oak-Heath Rocky Summit (Kiefern-Eichen-Heiden-Gipfel), und ausgedehnte Chestnut Oak Forests (Kastanien-Eichen-Wälder). Diese Ökosysteme sind Lebensraum für viele Pflanzen und Tiere, die sonst im Staat New York selten sind. Zu den Tieren gehören Wald-Klapperschlange (timber rattlesnake, Crotalus horridus), Rotluchs (bobcat, Lynx rufus) und die einzige dokumentierte Stelle, an der die Nachtfalterart Zale curema vorkommt.

## Freizeitmöglichkeiten
Freizeitmöglichkeiten umfassen Picknicken, Wandern, Mountainbike fahren, Skilaufen und Schwimmen. Auf Anfrage kann auch eine Reit-Erlaubnis erteilt werden.

### Schwimmen im Lake Minnewaska
Schwimmen war im kompletten Lake Minnewaska und den Gebieten von Lake Awosting und Peterskill bis 1987 erlaubt, als der Staat das Land erwarb und den See für die Öffentlichkeit schloss. 1988 wurde unter der Leitung von Helga Schwartz und aufgrund zahlreicher Petitionen das Schwimmen in einem kleinen, markierten Bereich wieder erlaubt.
Am 19. April 2000 trafen sich Judy Mage, Myriam Miedzian und Ellen James mit den Parkbehörden und der PIPC (Palisades Interstate Park Commission) um Vorschläge für eine Öffnung zu machen. Als Resultat konnte das Schwimmgebiet vergrößert werden und die Zugangszeiten verlängert werden.
Am 11. Juni 2000 entstand der Verein SWIM (Swim Without Interference at Minnewaska), der sich im Frühjahr 2002 in Minnewaska Distance Swimmer’s Association (MDSA) umbenannte und 430 Mitglieder im ersten Jahr gewann. Mittlerweile hat die MDSA ca. 700 Mitglieder.

## Galerie

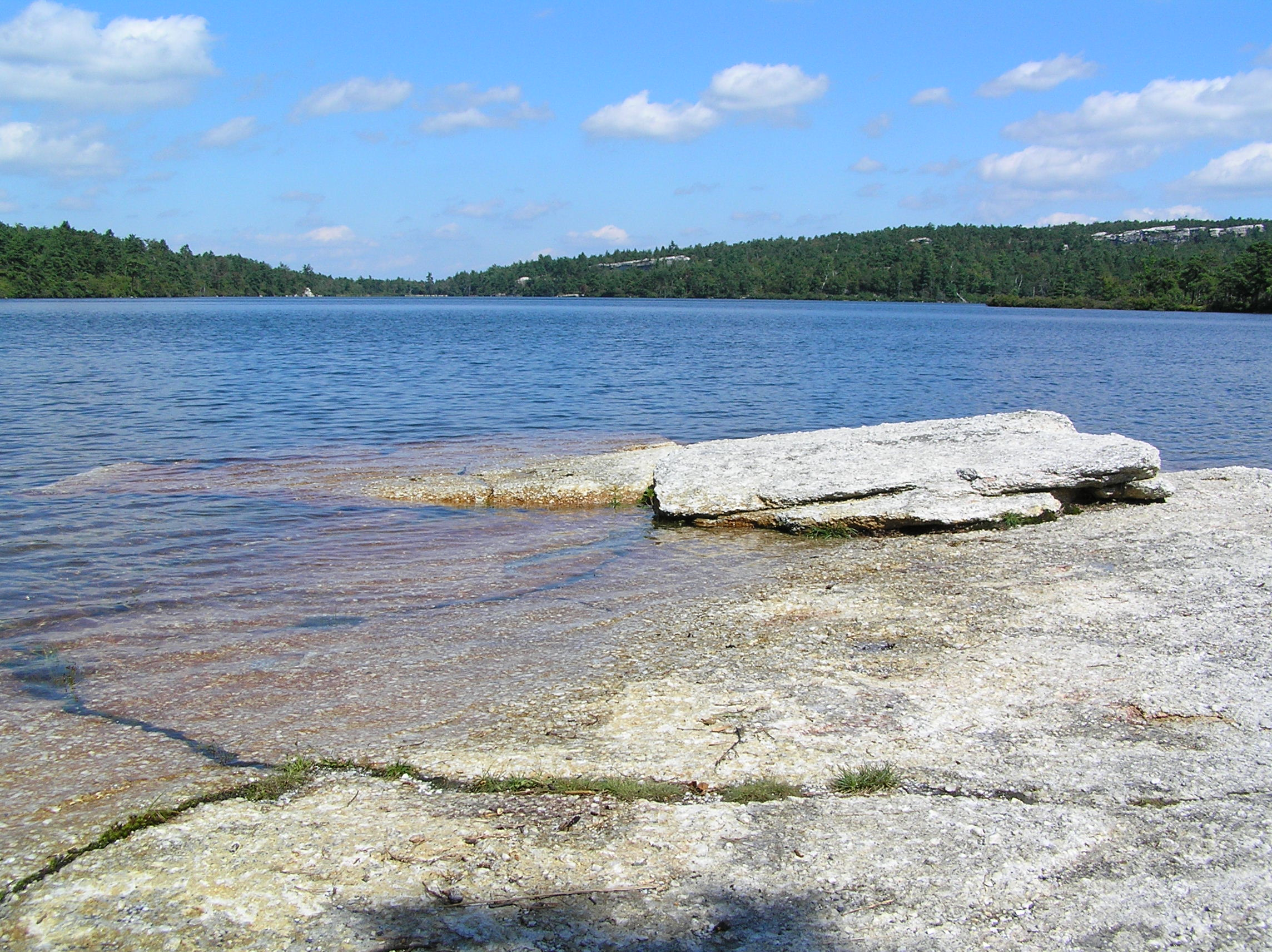
Lake Awosting
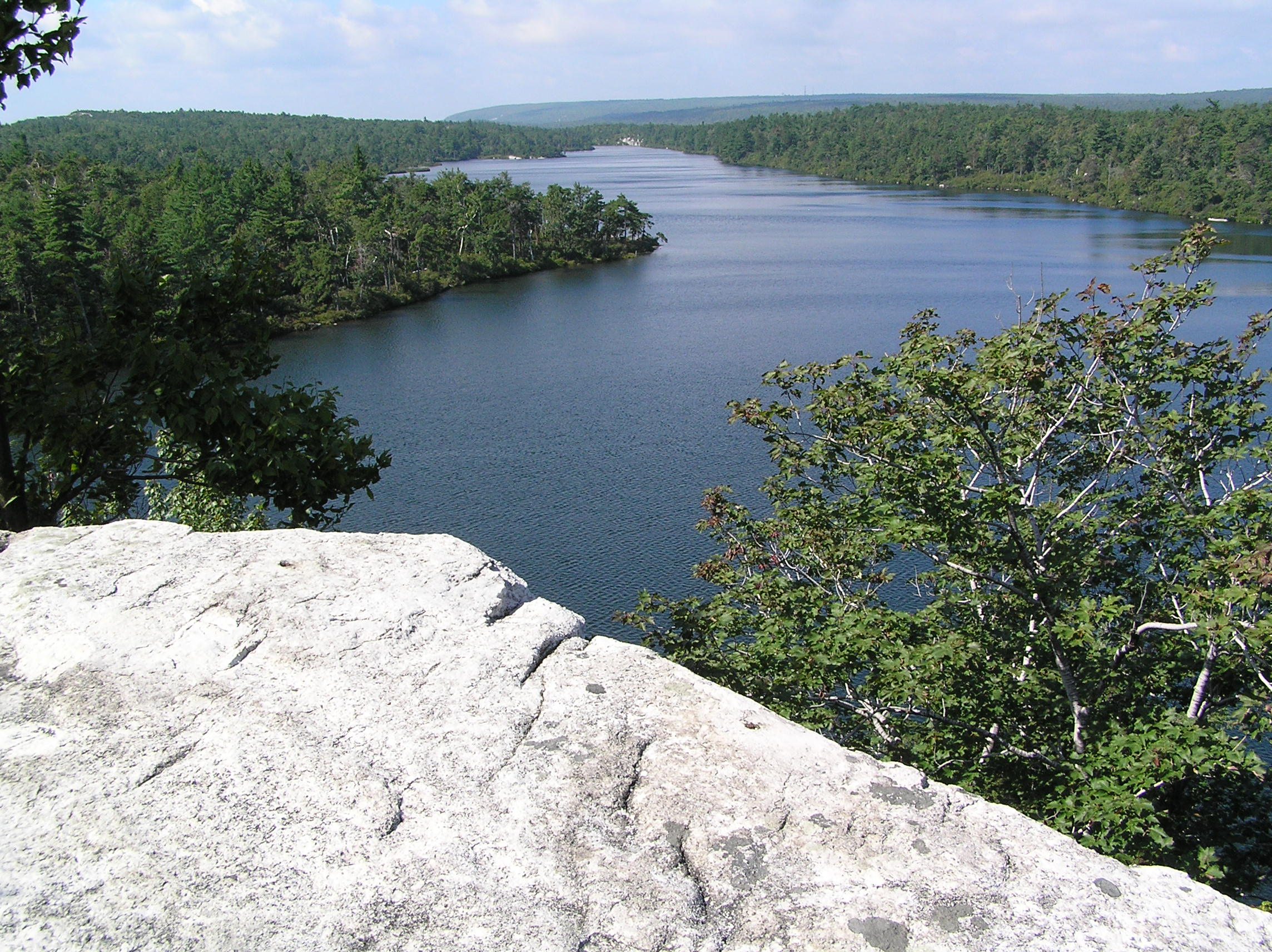
Blick auf Lake Awosting von den Klippen
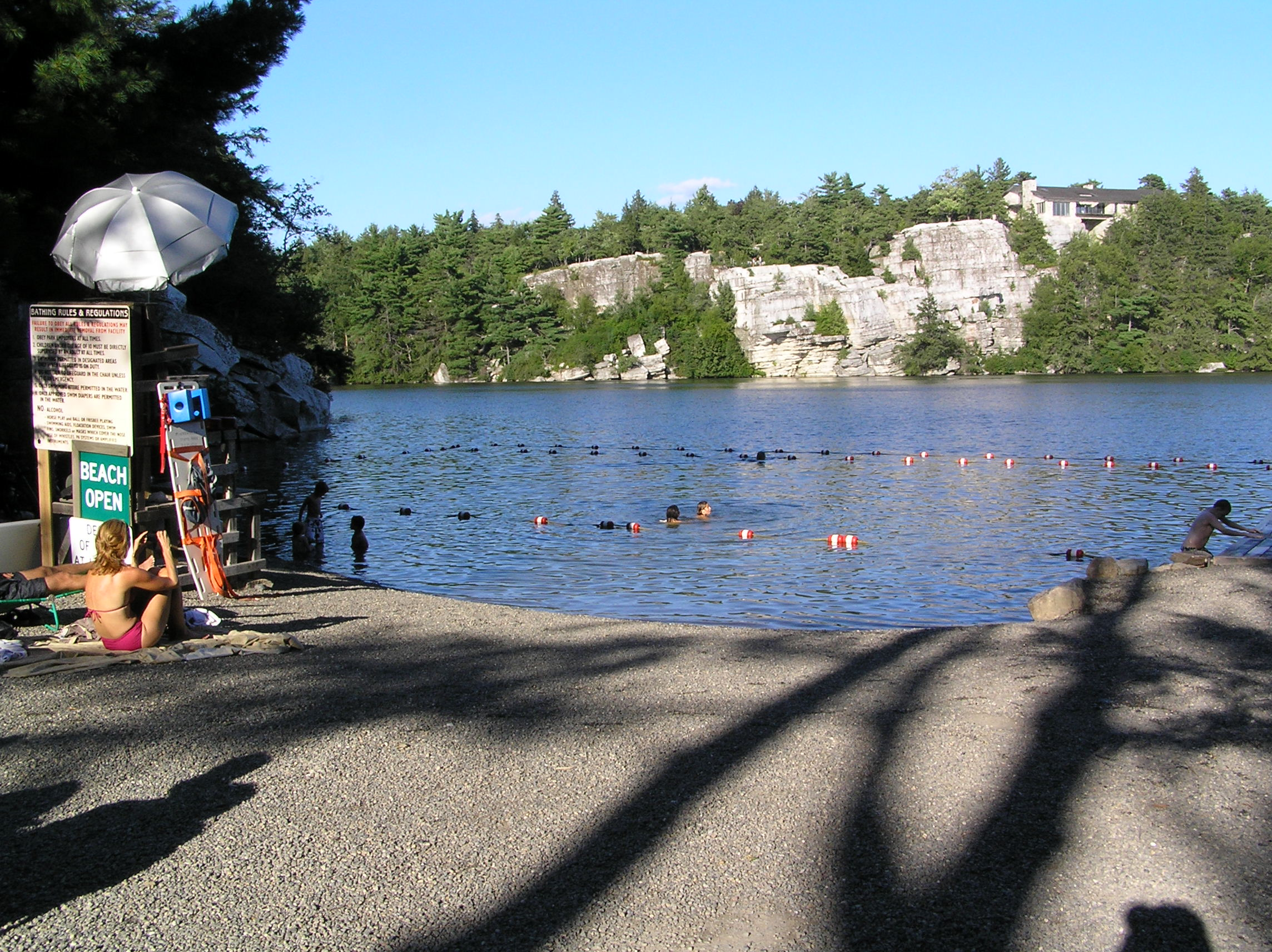
Schwimmerbereich am Lake Minnewaska